# 奥克兰动物园
奥克兰动物园（Oakland Zoo）是位于美国加利福尼亚州奥克兰的一家動物園。它成立于1922年，由加利福尼亚保护协会負責管理，該組織是一个屬於501(c)(3)組織的野生动物保護組織。动物园內有850种动物以及北加州最大的野生动物兽医设施。